# Vörösmarty utca (metropolitana di Budapest)
Vörösmarty utca è una stazione della linea M1 della metropolitana di Budapest.
La sua inaugurazione risale al 1896, anno in cui divenne ufficialmente operativa la linea M1. Sul percorso della stessa M1, Vörösmarty utca è situata tra le fermate Oktogon e Kodály körönd.
La stazione è ubicata sul territorio del VI distretto, nel punto in cui s'incrociano lo storico viale Andrássy út e l'omonima strada Vörösmarty utca, intitolata al poeta ungherese Mihály Vörösmarty. Le piattaforme si trovano a circa tre metri sotto il livello del suolo.

## Interscambi
Nelle vicinanze della stazione effettuano fermata alcune linee urbane automobilistiche.
- Fermata filobus
- Fermata autobus